# Hesteklaus
Hesteklaus er en dansk portrætfilm fra 1972 instrueret af Poul Goldschadt.

## Handling
En film om originalen, maleren og digteren Hesteklaus, værtshusholderen Klaus Berg, der færdes i og omkring Projekthus i Magstræde i 1971-1972. Han reciterer af sine digte, imens publikum kommenterer hans livsførelse.